# Cuchilla Grande
La Cuchilla Grande és una serralada que travessa l'extrem oriental de l'Uruguai de nord a sud. S'estén des del sud del departament de Cerro Largo, creuant els departaments de Treinta y Tres i Lavalleja, i acabant al departament de Maldonado, on forma els seus pics més alts.
Al sud de la Cuchilla Grande s'ubica el Cerro Catedral, el punt més alt del país. Es troba al departament de Maldonado. En aquesta serralada també es troba el Cerro Pan de Azúcar, seu d'una reserva natural de flora i fauna, el qual pertany a Maldonado.

## Serralades secundàries
- Cuchilla de Mansavillagra
- Sierra Carapé
- Sierra Aceguá
- Sierra de las Ánimas
- Cuchilla Grande Inferior
- Cuchilla de Cerro Largo